# Tylko nie mów nikomu
Tylko nie mów nikomu (vertaling: Vertel het niemand) is een Poolse documentairefilm uit 2019 van regisseur en journalist Tomasz Sekielski. De film behandelt seksueel misbruik binnen de Katholieke Kerk in Polen.

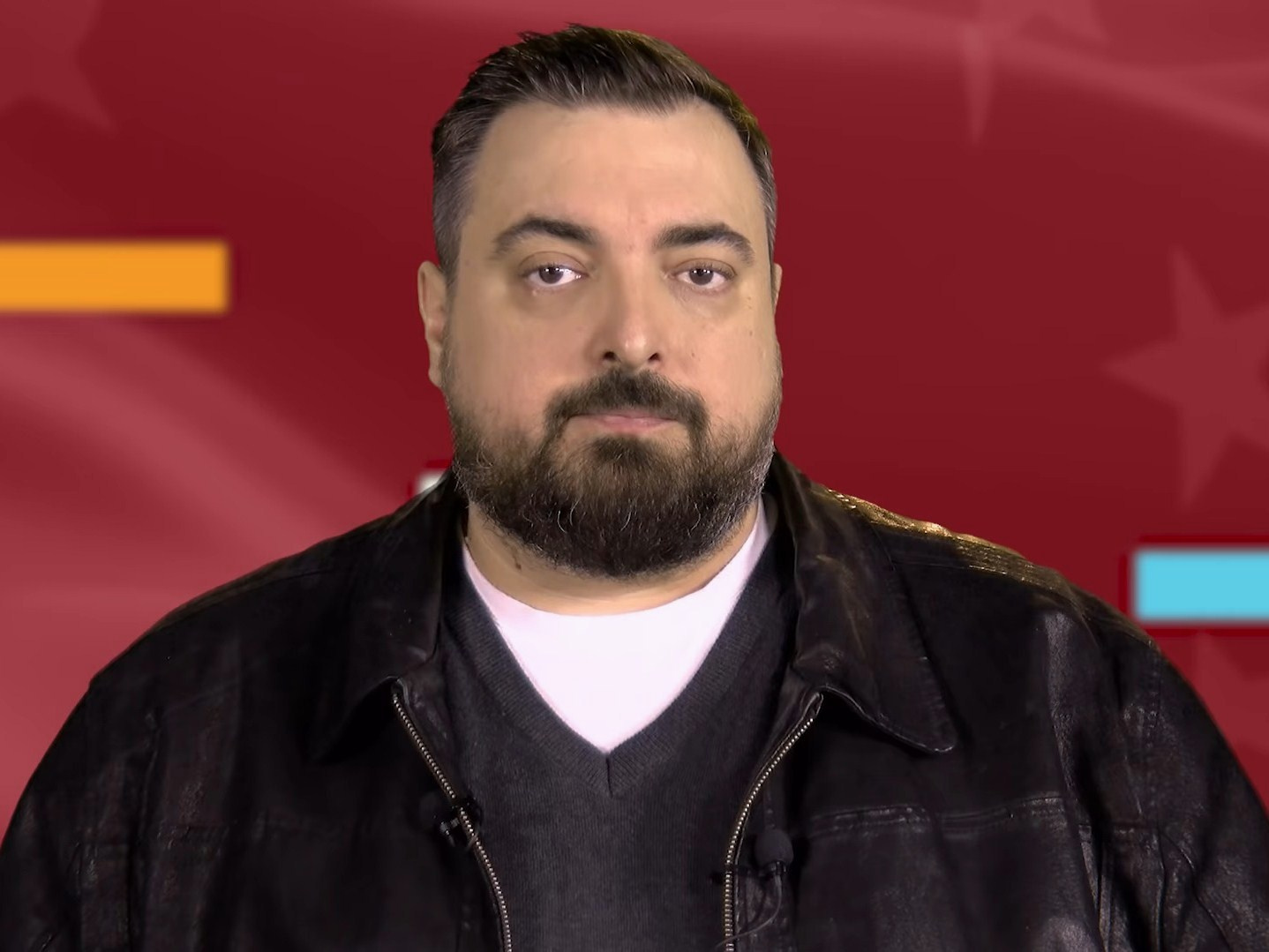
Regisseur Tomasz Sekielski

De film van 121 minuten is een onafhankelijke productie van de broers Tomasz (regie en scenario) en Marek (productie) Sekielski. De film werd gefinancierd door middel van het crowdfundingproject Patronite. 

## Inhoud

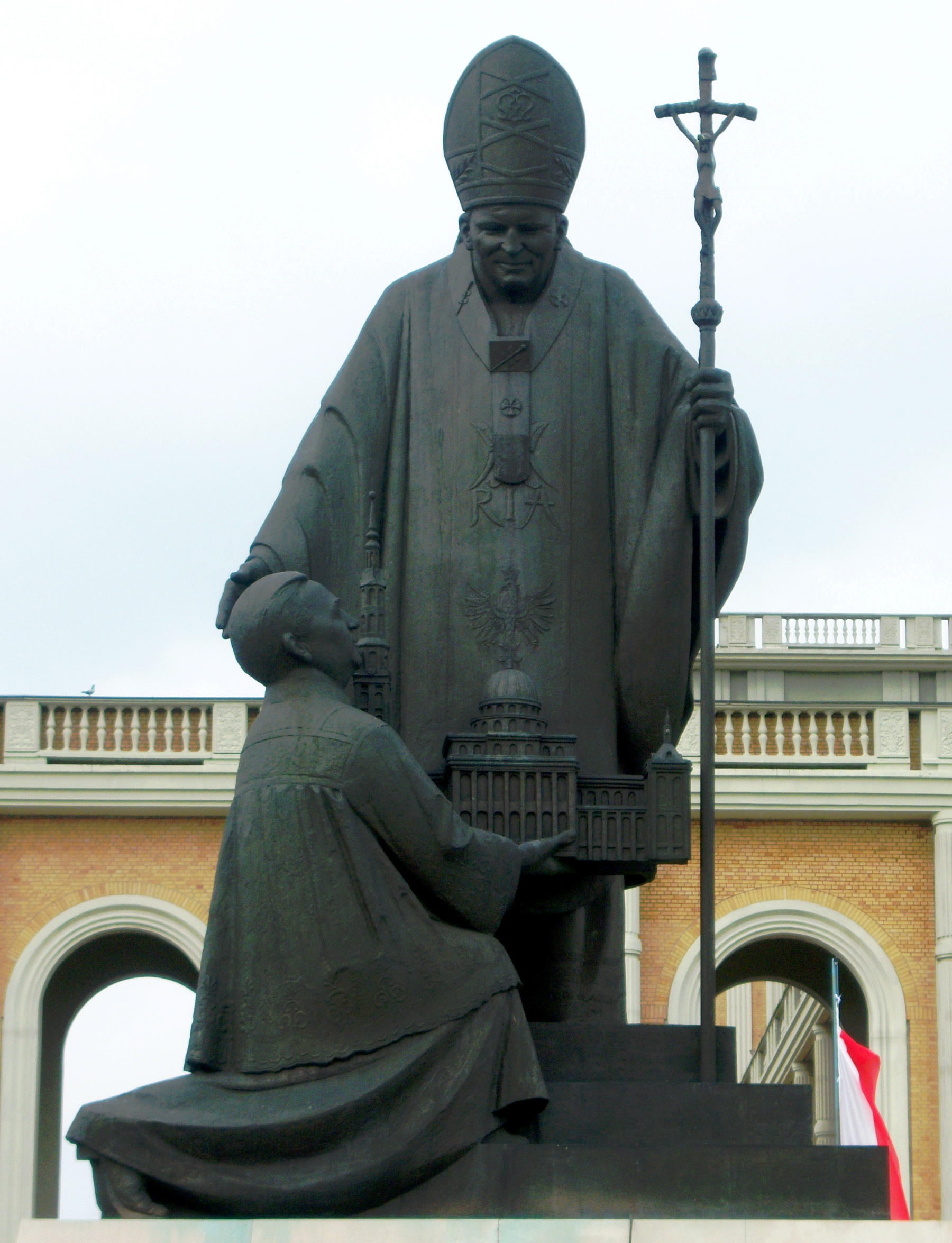
Standbeeld van paus Johannes-Paulus II en Eugeniusz Makulski werd naar aanleiding van de film met witte doeken bedekt en later vervangen door een standbeeld van Johannes-Paulus II zonder Makulski

De film behandelt zaken van decennia terug maar ook nieuwe gevallen. In de film vertellen slachtoffers hun verhaal en een ervan confronteert de dader van het misbruik met haar verhaal. Ook worden geestelijken ermee geconfronteerd dat ze veroordeelde priesters nog steeds aan het werk laten met kinderen. Een standbeeld wordt omvergetrokken van een priester die verdacht werd van pedofilie en verkrachting van jonge kinderen maar hiervoor nooit werd veroordeeld.

## Distributie
De film werd geüpload op YouTube op 11 mei 2019 en werd in de eerste vijf en een half uur ruim een miljoen keer bekeken, na 55 uur was dat opgelopen naar tien miljoen keer, na acht dagen 20 miljoen keer. Op 16 mei zond het televisiekanaal van Wirtualna Polska de documentaire voor het eerst uit en behaalde daarmee 170.000 kijkers, het hoogste aantal kijkers voor dat station in dat jaar. Vervolgens zond het kanaal TVN de film uit voor 2,24 miljoen kijkers. De film wordt tevens gedistribueerd door de video-on-demand-dienst vod.pl van Axel Springer SE. De publieke omroep Telewizja Polska weigert de film uit te zenden.